# 土御門顕親
土御門 顕親（つちみかど あきちか）は、鎌倉時代前期から中期にかけての公卿。内大臣・土御門定通の二男。官位は従二位・権中納言。

## 経歴
承久2年（1222年）正二位権大納言・土御門定通と六波羅探題北条泰時の妹竹殿の子として誕生。前年に発生した承久の乱の影響で父定通は失権しており、後ろ盾のない苦しい立場にあった。承久4年（1224年）叙任する。この時の名は輔通。北条泰時は父義時急死のため鎌倉へ戻り執権となる。泰時の嫡男北条時氏が六波羅探題北方となる。
嘉禄3年（1227年）侍従に任じられ、名を顕通と改める。父は変わらず苦しい立場だったが、この後、兄・顕定と共に昇進を重ねていく。
安貞3年（1229年）従五位上に叙任。寛喜2年（1230年）、六波羅探題北方北条時氏が死去し、母竹殿の同母兄北条重時が後任に就く。寛喜3年（1231年）正五位下叙任、備前介に任官。貞永元年（1232年）左少将、長門介を兼ねる。この年、北条泰時が御成敗式目を制定する。貞永2年（1233年）従四位下叙任。嘉禎元年（1235年）従四位上叙任。嘉禎2年（1236年）左中将に遷任。同年、父定通が内大臣に就く。嘉禎3年（1237年）正四位下叙任、翌年従三位叙任。暦仁2年（1239年）正三位、仁治2年（1241年）参議となり従二位叙任。
仁治3年（1242年）に四条天皇が急死すると、父定通は執権北条泰時と諮り後嵯峨天皇を擁立する。同年中納言に就く。また、執権・泰時が死去し、孫の北条経時が執権に就く。
寛元4年（1246年）後嵯峨天皇が後深草天皇に譲位し、院政を開始する。また、執権・経時が死去し、弟の北条時頼が執権に就く。
宝治元年6月2日（1247年）出家。『弁内侍日記』では「今の世にはこれ程なる人も有りがたし」と評されている。